# Campaya
Campaya ist eine Ortschaft im Departamento Potosí im Hochland des südamerikanischen Andenstaates Bolivien.

## Lage im Nahraum
Campaya liegt in der Provinz Chayanta und ist zentraler Ort im Cantón Campaya im Municipio Pocoata. Die Ortschaft liegt auf einer Höhe von 3771 m am Oberlauf des Río Campaya, der hier in nördlicher Richtung fließt und später in den Río Chanpiri Paloa mündet.

## Geographie
Campaya liegt im zentralen westlichen Abschnitt der bolivianischen Cordillera Central, die sich als Teil der östlichen Anden-Kette zwischen dem Altiplano im Westen und dem bolivianischen Tiefland im Osten erstreckt. Das Klima der Region ist ein typisches Tageszeitenklima, bei dem die mittleren Temperaturen im Tagesverlauf stärker schwanken als im Jahresverlauf.
Die Jahresdurchschnittstemperatur der Region liegt bei 4 °C (siehe Klimadiagramm Cruce Culta) und schwankt zwischen 0 °C im Juni und Juli und 6 °C von November bis Januar. Der Jahresniederschlag beträgt nur 350 mm, bei einer ausgeprägten Trockenzeit von April bis Oktober mit Monatsniederschlägen unter 15 mm und nennenswerten Niederschlägen nur von Dezember bis März mit 60 bis 80 mm Monatsniederschlag.

## Verkehrsnetz
Campaya liegt in einer Entfernung von 161 Straßenkilometern nördlich von Potosí, der Hauptstadt des gleichnamigen Departamentos.
Von Potosí aus führt die Nationalstraße Ruta 1 in nördlicher Richtung über Tarapaya, Yocalla und Cruce Culta weiter nach Oruro und El Alto, der Nachbarstadt von La Paz, und nach Desaguadero am Titicaca-See.
In Cruce Culta (früher: Ventilla) führt eine asphaltierte Landstraße von der Hauptstraße nach Norden über Pampa Colorada nach Macha. Fünfzehn Kilometern nördlich von Cruce Culta zweigt bei der Siedlung Uluchi eine unbefestigte Landstraße nach Nordwesten ab, die über Bandurani, Vila Vila und Villa Alcarapi nach weiteren 37 Kilometern die Ortschaft Choco erreicht. Von hier aus führt in nördlicher Richtung, anfangs entlang des Río Choco, der „Camino Tacopalca-Catarpaya“, der nach fünf Kilometern Campaya erreicht.

## Bevölkerung
Die Einwohnerzahl der Ortschaft ist in dem Jahrzehnt zwischen den beiden letzten Volkszählungen auf mehr als das Doppelte angestiegen:
| Jahr | Einwohner         | Quelle       |
| ---- | ----------------- | ------------ |
| 1992 | keine Detaildaten | Volkszählung |
| 2001 | 87                | Volkszählung |
| 2012 | 183               | Volkszählung |
| 2024 |                   | Volkszählung |

Die Region weist einen deutlichen Anteil an Quechua-Bevölkerung auf, im Municipio Pocoata sprechen 81 Prozent der Bevölkerung Quechua.